# Günter Neumann
Günter Neumann geboren als Günter Christian Ludwig Neumann (Berlijn, 19 maart 1913 - München, 17 oktober 1972) was een Duitse cabaretier, componist, tekstdichter en pianist.

## Carrière
Vanaf 1929 werkte Günter Neumann als pianohumorist bij het Kabarett der Komiker, later bij de Katakombe. Na de Tweede Wereldoorlog, in 1948, richtte hij in West-Berlijn het cabaret Die Insulaner op, dat een geliefd programma werd bij de Berlijnse radiozender RIAS en later ook bij de Duitse televisie getoond werd. De uitzendingen behoorden tot de laatste hoogtepunten van de radio. Neumann schreef naast zijn bezigheden voor het cabaret ook filmdraaiboeken en vertaalde de musical Kiss me Kate naar de Duitse taal. Af en toe schreef hij ook bijdragen voor Die Rückblende. Voor de Dalli Dalli-uitzendingen van Hans Rosenthal schreef hij de chansons.

## Privéleven en overlijden
Günter Neumann overleed op 17 oktober 1972 op 58-jarige leeftijd en werd bijgezet op de  Luisenfriedhof III, een begraafplaats van de evangelische kerk, in München. Günter Neumann was getrouwd met Tatjana Sais, die na haar overlijden in 1981 in hetzelfde graf werd bijgezet.

## Onderscheidingen
Günter Neumann werd onderscheiden met de Berlijnse Freiheitsglocke door Ernst Reuter, de Zilveren Lorbeer van de David O. Selznick-prijs, de Berlijnse Kunstprijs en de Paul Lincke-Ring. Aan zijn geboortehuis in Berlin-Charlottenburg werd een herdenkingsplaquette aangebracht met het opschrift In diesem Haus wurde ein Mann geboren, dem Berlin viel verdankt. Op de kunstmatig opgehoogde heuvel Insulaner bevindt zich een plaquette met zijn portret, vastgehouden door een nar en een uil, met het opschrift Eine unvergessene Stimme Berlins.

## Boeken
- Ich war Hitlers Schnurrbart. Eine Groteske. Steegemann, Berlijn 1950 (Die Bank der Spötter)
- Die Insulaner. Lothar Blanvalet Verlag, Berlijn-Wannsee 1955 (21.-25. Taus. 1958)
- Neue Chansons. Jahrgang 1968. Siegel, München 1968
- Schwarzer Jahrmarkt. Eine Revue der Stunde Null. 1. - 15. Tsd. Lothar Blanvalet Verlag, Berlijn-Wannsee 1975 ISBN 3-7605-8508-6

## Stukken
- Alles Theater
- Der Blumentopf
- Der kleine Napoleon
- Ich war Hitlers Schnurrbart
- Salto Mortale
- Schwarzer Jahrmarkt

## Draaiboeken
- 1948: Berliner Ballade
- 1954: Feuerwerk
- 1958: Das Wirtshaus im Spessart
- 1958: Wir Wunderkinder
- 1959: Der Engel, der seine Harfe versetzte
- 1959: Das schöne Abenteuer
- 1960: Das Spukschloß im Spessart
- 1962: Schneewittchen und die sieben Gaukler
- 1967: Herrliche Zeiten im Spessart

## Films
Scenario, tenzij anders vermeld:
- 1939: Paradies der Junggesellen
- 1940: Der dunkle Punkt (muziek en tekst van de revue)
- 1948: Berliner Ballade
- 1950: Herrliche Zeiten
- 1954: Feuerwerk
- 1958: Das Wirtshaus im Spessart
- 1958: Wir Wunderkinder
- 1959: Der Engel, der seine Harfe versetzte
- 1959: Das schöne Abenteuer
- 1960: Das Spukschloß im Spessart
- 1962: Schneewittchen und die sieben Gaukler
- 1967: Herrliche Zeiten im Spessart

- Gemeinsame Normdatei: 118891944
- International Standard Name Identifier: 0000 0000 2798 3466
- Library of Congress Control Number: n90697701
- MusicBrainz: 57017a85-ba18-4ca8-887f-fdbf3aa62edf
- Nederlandse Thesaurus van Auteursnamen: 313086893
- Système universitaire de documentation: 177177780
- Virtual International Authority File: 5729529
- WorldCat: E39PBJfx8kTfwK4wyBmHM8fcyd